# Omitama, Ibaraki
Omitama (小美玉市 Omitama-shi) là một thành phố thuộc tỉnh Ibaraki, Nhật Bản.